# Jason Klatt
Jason Klatt (* 18. April 1986) ist ein kanadischer Poolbillardspieler.

## Karriere
2003 wurde Jason Klatt Zweiter bei der Canadian Junior Championship, 2005 erreichte er einen dritten Platz auf der Viking Tour. Bei der SML Entertainment Championship wurde er 2005 Siebter und 2006 Fünfter. Bei den US Open erreichte Klatt 2006 den 17. Platz. Auf der Canadian 20K Tour und der Seminole Pro Tour wurde er 2006 jeweils einmal Dritter.
Bei der 8-Ball-WM 2007 schied Klatt im Sechzehntelfinale aus. Zudem gewann er 2007 jeweils ein Turnier der Joss Northeast Tour und der Canadian 30K Tour, bei der er zudem zweimal Zweiter wurde.
2008 gewann er ein Turnier der Canadian 9-Ball Tour sowie die Pennsylvania State 9-Ball Championships und das Saisonfinale der Canadian 30K Tour. Bei den Carolina 10-Ball Open wurde er Dritter.
Bei den US Open 2009 erreichte Klatt den 33. Platz, bei der Steve Mizerak Championship kam er auf den 17. Platz.
2010 erreichte Klatt beim World Pool Masters das Sechzehntelfinale. Bei der 9-Ball-Weltmeisterschaft schied er im Achtelfinale gegen Johnny Archer aus. Bei den China Open wurde Klatt Neunter, bei den US Open 2010 wurde er Fünfter.
Im Februar 2011 schied Klatt in der Vorrunde der 8-Ball-WM aus. Nachdem er im März die NYC 9-Ball Championship gewonnen hatte, wurde er bei der Ultimate 10-Ball Championship Dritter.
Im Mai erreichte er das Achtelfinale der 10-Ball-WM, verlor aber gegen Tony Drago. Bei der 9-Ball-WM 2011 schied er sieglos in der Vorrunde aus. Beim World Pool Masters 2011 erreichte das Viertelfinale, in dem er gegen Fu Jianbo verlor.
2012 unterlag Klatt in der Runde der letzten 64 der 9-Ball-Weltmeisterschaft dem späteren Vize-Weltmeister Li Hewen mit 9:11.
Im März 2013 gewann Klatt die US Bar Box Championship im 8-Ball, im Juni gewann er die Canadian Championship im 8-Ball und wurde zudem Zweiter im 9-Ball und Dritter im 10-Ball. Bei der 9-Ball-WM schied er in der Vorrunde aus.
Beim Derby City Classic 2014 wurde Klatt Dritter im 9-Ball. Im März 2014 wurde er Vierter bei der US Bar Box Championship im 10-Ball, im April gewann er die Canadian 9-Ball Championship. Bei der 9-Ball-Weltmeisterschaft schied er im Sechzehntelfinale gegen Carlo Biado aus. Im September 2014 wurde Klatt Dritter bei der American 14.1 Championship, bei den US Open 2014 wurde er Siebter.
Klatt nahm bislang dreimal am World Cup of Pool teil. 2009 schied er gemeinsam mit Tyler Edey in der ersten Runde aus. 2010 und 2011 bildete er gemeinsam mit John Morra das kanadische Team. Nachdem sie 2010 in der ersten Runde ausgeschieden waren, erreichten sie 2011 die zweite Runde, in der sie jedoch den Philippinern Ronato Alcano und Dennis Orcollo unterlagen.
2010 und 2012 war Klatt Teil der kanadischen Mannschaft bei der Team-WM. Nach dem Vorrunden-Aus 2010 erreichte er 2012 mit der Mannschaft das Viertelfinale.